# Septembre 1877

## Événements
- Canada : obtention des dernières signatures pour le Traité 4.

- 10 septembre : guerre du sud-Ouest au Japon. Les samouraïs, déçus par le nouveau régime, se soulèvent à Kagoshima, sur l'île de Kyushu. Le gouvernement impérial envoie sa nouvelle armée de conscrits pour combattre les quarante mille insurgés. Les combats durent plusieurs mois, et l’armée impériale est victorieuse. Le chef de la révolte, Takamori Saigō, se suicide. La caste des samouraïs est dissoute.

- 22 septembre, Canada : signature du traité 7 entre les Pieds-Noirs et le gouvernement.

- 24 septembre: couronnement de Pomare V, roi de Tahiti, Moorea et dépendance.

## Naissances
- 5 septembre : Albert Roelofs, peintre, aquafortiste, lithographe, dessinateur et aquarelliste néerlandais († 31 décembre 1920).
- 8 septembre : George Grey-Turner, chirurgien britannique († 24 août 1951).
- 11 septembre : Willem van Sonsbeeck, homme politique néerlandais († 14 août 1969).
- 12 septembre : James Hutton Kidd horticulteur et leader communautaire de Nouvelle-Zélande († 24 octobre 1945).
- 25 septembre : Plutarco Elías Calles, président du Mexique de 1924 à 1928.

## Décès
- 3 septembre : Adolphe Thiers, Président de la République française
- 9 septembre : Filippo Parlatore, botaniste italien (° 1816).
- 17 septembre: Pomare IV, Reine de Tahiti, Moorea et dépendance.
- 23 septembre : Urbain Le Verrier, mathématicien, astronome, météorologue et homme politique français.